# Guriasz (Kuźmenko)
Guriasz, imię świeckie Serhij Kuźmenko (ur. 11 sierpnia 1964 w Debalcewie) – biskup Ukraińskiego Kościoła Prawosławnego Patriarchatu Moskiewskiego.

## Życiorys
Urodził się w rodzinie robotniczej. W 1983 ukończył technikum kolejowe w Debalcewie. W roku następnym podjął naukę w seminarium duchownym w Odessie. Po uzyskaniu jego dyplomu w 1987 studiował w latach 1987–1991 w Moskiewskiej Akademii Duchownej. 21 czerwca 1990 wstąpił jako posłusznik do Monasteru Daniłowskiego w Moskwie, zaś 2 lipca tego samego roku złożył w nim wieczyste śluby zakonne z imieniem Guriasz. 15 lipca 1990 wyświęcony na hierodiakona, zaś 28 lipca – na hieromnicha. W październiku 1991 został włączony do składu rosyjskiej misji prawosławnej w Jerozolimie, w której przebywał przez rok.
28 listopada 1992 przeniesiony do ławry Peczerskiej, od 9 grudnia 1992 służył w eparchii donieckiej. 19 stycznia 1993 został podniesiony do godności ihumena i wyznaczony na proboszcza parafii przy soborze św. Mikołaja w Doniecku, które to stanowisko łączył z funkcją dziekana 1 dekanatu donieckiego. Od 12 lutego 1993 archimandryta. 13 marca 1994 objął stanowisko proboszcza parafii Zaśnięcia Matki Bożej w Doniecku, jednak już 28 czerwca wrócił do ławry Peczerskiej.
31 lipca 1994 miała miejsce jego chirotonia na biskupa żytomierskiego i nowogrodzko-wołyńskiego. Od marca 1995 jest również wykładowcą teologii dogmatycznej w seminarium duchownym w Kijowie, zaś od 23 kwietnia 2002 był przewodniczącym oddziału ds. młodzieży przy Synodzie Ukraińskiego Kościoła Prawosławnego Patriarchatu Moskiewskiego. 21 kwietnia 2007 otrzymał godność arcybiskupa. W grudniu 2010 został przeniesiony z oddziału ds. młodzieży do komisji teologiczno-kanonicznej Kościoła. Dwa miesiące później Synod Kościoła przeniósł go w stan spoczynku z powodu złego stanu zdrowia. Arcybiskup Guriasz zaprzestał również pełnienia funkcji w komisji.